# Fons de sac de Douglas
A les dones, el fons de sac recte-uterí, o sac de Douglas és el punt més profund de la cavitat peritoneal posterior, darrere de l'úter i davant del recte (la bossa en el costat oposat de l'úter, és l'excavació vesico-uterina). Se situa prop de la part posterior del fòrnix de la vagina.

## Etimologia
Porta el nom de l'anatomista escocès Dr. James Douglas (1675-1742), que va explorar àmpliament aquesta regió del cos femení. Unes altres tres estructures anatòmiques properes també van rebre el nom en el seu honor: el plec de Douglas, la línia de Douglas i la paret de Douglas.

## Estructures i fisiologia
És normal tenir aproximadament d'1 a 3 ml de sac rectouterí en tot el cicle menstrual. Després de l'ovulació hi ha entre 4 i 5 ml de líquid en el sac rectouterí.
En els homes, la regió corresponent al sac rectouterí és l'excavació rectovesical, que es troba entre la bufeta urinària i el recte. No hi ha un equivalent a l'excavació vesicouterina.

## Patologia
La bossa rectouterina, sent la part més baixa de la cavitat peritoneal de la dona en la posició supina, és un lloc comú per a la disseminació de patologies, tals com: ascites, tumors, endometriosi, pus, etc.

## Imatges

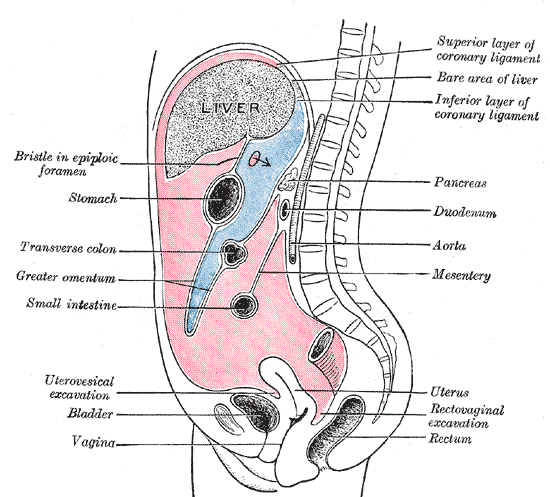
Foramen epiploic, sac major o cavitat general (vermell) i sac menor, o bursa omental (blau).
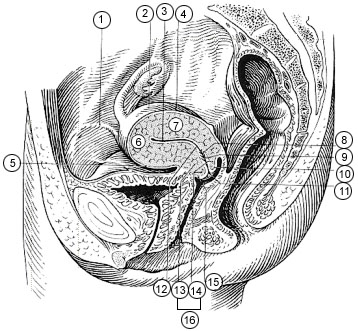
Pelvis femenina